# Силва, Андре
Андре Мигел Валенте да Силва (порт. André Miguel Valente da Silva, европейский португальский: [ɐ̃ˈdɾɛ ˈsilvɐ]; род. 6 ноября 1995 года в Багин-ду-Монте, Португалия) — португальский футболист, нападающий испанского клуба «Эльче». Выступал за сборную Португалии. Участник чемпионата мира 2018 года.

## Клубная карьера

### «Порту»
Силва — воспитанник футбольной академии «Порту». 12 августа 2013 года в матче против «Бейра-Мар» он дебютировал за дублирующую команду в Сегунда лиге, заменив То Зе во втором тайме. 21 августа в поединке против «Портимоненсе» Андре забил свой первый гол за «дубль». В сезоне 2015/2016 он помог команде выиграть первенство второго дивизиона, а сам стал его лучшим бомбардиром. 29 декабря 2015 года в матче Кубка португальской лиги против «Маритиму» Силва дебютировал основную команду. 2 января 2016 года в поединке против лиссабонского «Спортинга» он дебютировал в Сангриш лиге, заменив во втором тайме Венсана Абубакара. 14 мая в поединке против «Боавишты» Силва забил свой первый гол за «Порту». 17 августа в матче квалификационного раунда Лиги чемпионов против итальянской «Ромы» Андре забил гол. 18 октября в поединке группового этапа Лиги чемпионов он забил победный мяч в ворота бельгийского «Брюгге», реализовав на последней минуте пенальти.

### «Милан»
12 июня 2017 года Силва подписал пятилетний контракт с итальянским «Миланом». Сумма трансфера составила 38 миллионов евро. Ещё 2 миллиона португальская сторона может получить в виде бонусов.
Осуществилась мечта. Я выбрал "Милан", ведь этот клуб имеет великую историю выступлений в Лиге Чемпионов. Рад, что "Милан" хотел приобрести меня, я не мог упустить эту возможность. Надеюсь помочь команде. С таким уровнем игроков, я намерен выиграть чемпионат, выиграть как можно больше матчей и трофеев. Сейчас я буду выступать на Кубке Конфедераций. Надеюсь, что все поставленные цели будут достигнуты. Затем я приеду в свой клуб, чтобы отдать ради него все силы.
17 августа в матче квалификации Лиги Европы против македонской «Шкендии 79» он дебютировал за новый клуб. В этом же поединке Силва отметился «дублем», забив свои первые голы за «Милан». 20 августа в матче против «Кротоне» он дебютировал в итальянской Серии A, заменив во втором тайме Патрика Кутроне. 14 сентября 2017 года в матче Лиги Европы против «Аустрии» оформил свой первый хет-трик за «Милан».

### «Севилья»
11 августа 2018 года испанская «Севилья» объявила об аренде нападающего с правом последующего выкупа. 13 августа в матче Суперкубка Испании против «Барселоны» Силва дебютировал за новый клуб, заменив во втором тайме Луиса Мурьеля. В матче против «Райо Вальекано» он дебютировал в Ла Лиге. В этом же поединке Андре сделал хет-трик, забив свои первые голы за «Севилью». Он стал первым футболистом в двадцать первом веке, кто забил три гола в дебютном матче первенства Испании.

### «Айнтрахт»
2 сентября 2019 года перешёл в немецкий «Айнтрахт» на правах аренды сроком на 2 сезона, в обратную сторону на тот же срок проследовал Анте Ребич. Дебютировал в рамках 4 тура Бу́ндеслиги. В матче пятого тура в домашнем матче против Дортмундской Боруссии забил свой первый гол за «Айнтрахт». 17 октября получил травму ахиллового сухожилия, в результате чего пропустил 4 игры. 2 ноября в рамках 10 тура в домашнем матче против Баварии вышел на замену на 80-й минуте матче, в этой встрече успел отметиться голевой передачей. Встреча окончилась победой хозяев 5:1.

## Карьера в сборной

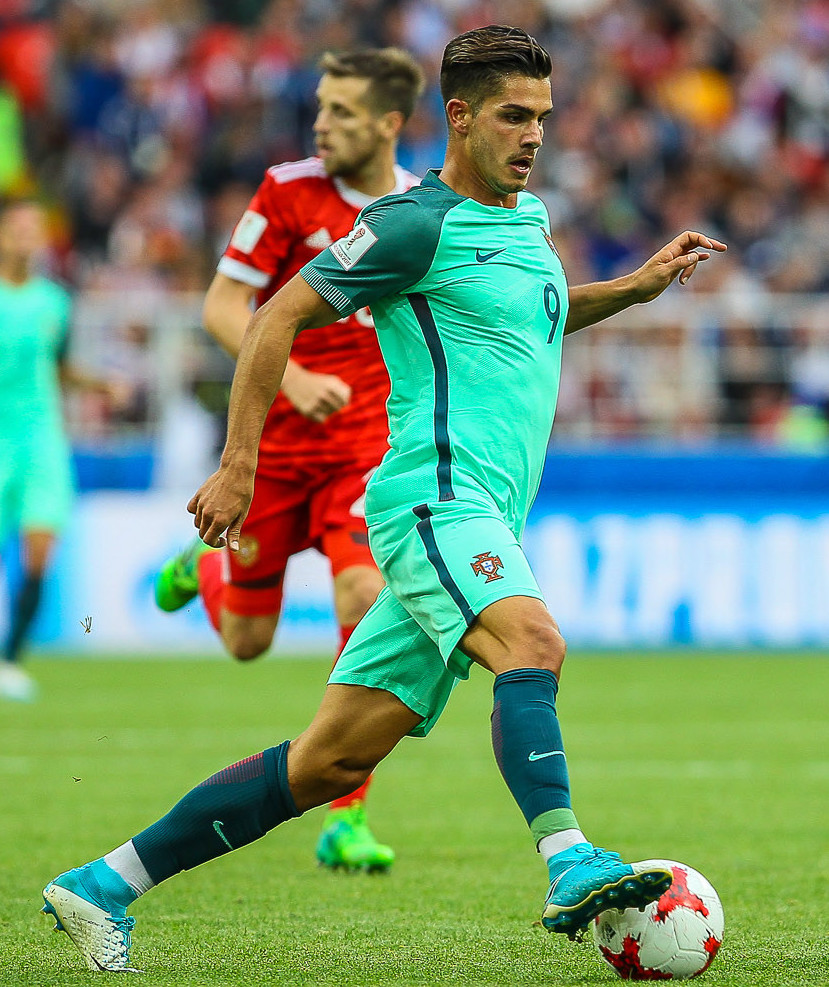
Силва в составе сборной Португалии

В 2014 году в составе сборной Португалии до 19 лет Силва стал серебряным призёром чемпионата Европы для юношей не старше 19 лет в Венгрии. На турнире он сыграл в матчах против команд Израиля, Венгрии, Австрии, Сербии и Германии. В поединке против хозяев соревнований, венгров Андре сделал «покер», а также поразил ворота израильтян.
В 2015 году в составе молодёжной сборной Португалии Силва принял участие в молодёжном чемпионате мира в Новой Зеландии. На турнире он сыграл в матчах против команд Катара, Сенегала, Новой Зеландии, Колумбии и Бразилии. В поединках против сенегальцев, катарцев и колумбийцев Андре забил четыре гола.
1 сентября в товарищеском матче против сборной Гибралтара Силва дебютировал за сборную Португалии, заменив во втором тайме Эдера. 7 октября в поединке отборочного турнира чемпионата мира 2018 против сборной Андорры он забил свой первый гол за национальную команду. Спустя три дня в матче против команды Фарерских островов Андре сделал хет-трик.
В 2017 году Силва принял участие в Кубке конфедераций в России. На турнире он сыграл в матчах против команд России, Новой Зеландии, Чили и дважды Мексики. В поединке против новозеландцев Андре забил гол.
В 2018 году Силва принял участие в чемпионате мира в России. На турнире он сыграл в матчах против команд Испании, Ирана и Уругвая.

## Достижения
«Порту B»
- Победитель Португальской Лиги Про: 2015/16

Португалия (до 19)
- Серебряный призёр Юношеского чемпионата Европы: 2014

Португалия
- Бронзовый призёр Кубка конфедераций: 2017

## Статистика выступлений

### Клубная статистика
| Выступление          | Выступление      | Выступление      | Лига | Лига | Кубки | Кубки | Еврокубки | Еврокубки | Итого | Итого |
| Клуб                 | Лига             | Сезон            | Игры | Голы | Игры  | Голы  | Игры      | Голы      | Игры  | Голы  |
| -------------------- | ---------------- | ---------------- | ---- | ---- | ----- | ----- | --------- | --------- | ----- | ----- |
| Порту B              | Сегунда лига     | 2013/14          | 21   | 3    | —     | —     | —         | —         | 21    | 3     |
| Порту B              | Сегунда лига     | 2014/15          | 35   | 7    | —     | —     | —         | —         | 35    | 7     |
| Порту B              | Сегунда лига     | 2015/16          | 29   | 14   | —     | —     | —         | —         | 29    | 14    |
| Порту B              | Итого            | Итого            | 85   | 24   | —     | —     | —         | —         | 85    | 24    |
| Порту                | Лига Сагриш      | 2015/16          | 9    | 1    | 5     | 2     | —         | —         | 14    | 3     |
| Порту                | Лига Сагриш      | 2016/17          | 32   | 16   | 2     | 0     | 10        | 5         | 44    | 21    |
| Порту                | Итого            | Итого            | 41   | 17   | 7     | 2     | 10        | 5         | 58    | 24    |
| Милан                | Серия А          | 2017/18          | 24   | 2    | 2     | 0     | 14        | 8         | 40    | 10    |
| Милан                | Серия А          | 2019/20          | 1    | 0    | —     | —     | —         | —         | 1     | 0     |
| Милан                | Итого            | Итого            | 25   | 2    | 2     | 0     | 14        | 8         | 41    | 10    |
| Севилья              | Примера          | → 2018/19        | 27   | 9    | 5     | 2     | 8         | 0         | 40    | 11    |
| Севилья              | Итого            | Итого            | 27   | 9    | 5     | 2     | 8         | 0         | 40    | 11    |
| Айнтрахт (Франкфурт) | Бундеслига       | → 2019/20        | 25   | 12   | 3     | 2     | 9         | 2         | 37    | 16    |
| Айнтрахт (Франкфурт) | Бундеслига       | 2020/21          | 32   | 28   | 2     | 1     | —         | —         | 34    | 29    |
| Айнтрахт (Франкфурт) | Итого            | Итого            | 57   | 40   | 5     | 3     | 9         | 2         | 71    | 45    |
| РБ Лейпциг           | Бундеслига       | 2021/22          | 33   | 11   | 6     | 2     | 12        | 4         | 51    | 17    |
| РБ Лейпциг           | Бундеслига       | 2022/23          | 14   | 1    | 3     | 2     | 6         | 3         | 23    | 6     |
| РБ Лейпциг           | Итого            | Итого            | 47   | 12   | 9     | 4     | 18        | 7         | 74    | 23    |
| Всего за карьеру     | Всего за карьеру | Всего за карьеру | 282  | 104  | 28    | 11    | 59        | 22        | 369   | 137   |

### Матчи за сборную
| №  | Дата             | Оппонент          | Счёт             | Голы | Соревнование                           |
| -- | ---------------- | ----------------- | ---------------- | ---- | -------------------------------------- |
| 1  | 1 сентября 2016  | Гибралтар         | 5:0              | —    | Товарищеский матч                      |
| 2  | 6 сентября 2016  | Швейцария         | 0:2              | —    | Отборочные матчи ЧМ-2018 (группа В)    |
| 3  | 7 октября 2016   | Андорра           | 6:0              | 1    | Отборочные матчи ЧМ-2018 (группа В)    |
| 4  | 10 октября 2016  | Фарерские острова | 6:0              | 3    | Отборочные матчи ЧМ-2018 (группа В)    |
| 5  | 13 ноября 2016   | Латвия            | 4:1              | —    | Отборочные матчи ЧМ-2018 (группа В)    |
| 6  | 25 марта 2017    | Венгрия           | 3:0              | 1    | Отборочные матчи ЧМ-2018 (группа В)    |
| 7  | 3 июня 2017      | Кипр              | 4:0              | 1    | Товарищеский матч                      |
| 8  | 9 июня 2017      | Латвия            | 3:0              | 1    | Отборочные матчи ЧМ-2018 (группа В)    |
| 9  | 18 июня 2017     | Мексика           | 2:2              | —    | Кубок конфедераций 2017 (группа А)     |
| 10 | 21 июня 2017     | Россия            | 1:0              | —    | Кубок конфедераций 2017 (группа А)     |
| 11 | 24 июня 2017     | Новая Зеландия    | 4:0              | 1    | Кубок конфедераций 2017 (группа А)     |
| 12 | 28 июня 2017     | Чили              | 0:0 (0:3 пен.)   | —    | Кубок конфедераций 2017 (1/2 финала)   |
| 13 | 2 июля 2017      | Мексика           | 2:1 ((доп. вр.)) | —    | Кубок конфедераций 2017 (за 3-е место) |
| 14 | 31 августа 2017  | Фарерские острова | 5:1              | —    | Отборочные матчи ЧМ-2018 (группа В)    |
| 15 | 31 августа 2017  | Венгрия           | 1:0              | 1    | Отборочные матчи ЧМ-2018 (группа В)    |
| 16 | 7 октября 2017   | Андорра           | 2:0              | 1    | Отборочные матчи ЧМ-2018 (группа В)    |
| 17 | 10 октября 2017  | Швейцария         | 2:0              | 1    | Отборочные матчи ЧМ-2018 (группа В)    |
| 18 | 10 ноября 2017   | Саудовская Аравия | 3:0              | —    | Товарищеский матч                      |
| 19 | 23 марта 2018    | Египет            | 2:1              | —    | Товарищеский матч                      |
| 20 | 26 марта 2018    | Нидерланды        | 0:3              | —    | Товарищеский матч                      |
| 21 | 28 мая 2018      | Тунис             | 2:2              | 1    | Товарищеский матч                      |
| 22 | 2 июня 2018      | Бельгия           | 0:0              | —    | Товарищеский матч                      |
| 23 | 7 июня 2018      | Алжир             | 3:0              | —    | Товарищеский матч                      |
| 24 | 15 июня 2018     | Испания           | 3:3              | —    | Финальные матчи ЧМ-2018 (группа В)     |
| 25 | 25 июня 2018     | Иран              | 1:1              | —    | Финальные матчи ЧМ-2018 (группа В)     |
| 26 | 30 июня 2018     | Уругвай           | 1:2              | —    | Финальные матчи ЧМ-2018 (1/8 финала)   |
| 27 | 6 сентября 2018  | Хорватия          | 1:1              | —    | Товарищеский матч                      |
| 28 | 10 сентября 2018 | Италия            | 1:0              | 1    | Лиги наций 2018/19                     |

Итого: сыграно матчей: 28 / забито голов: 13; победы: 18, ничьи: 6, поражения: 4.

### Голы за сборную Португалии
| #  | Дата             | Место                                            | Противник         | Счёт | Результат | Соревнование                     |
| -- | ---------------- | ------------------------------------------------ | ----------------- | ---- | --------- | -------------------------------- |
| 1  | 7 октября 2016   | Муниципальный стадион, Авейру, Португалия        | Андорра           | 6:0  | 6:0       | Чемпионат мира 2018 квалификация |
| 2  | 10 октября 2016  | Торсволлур, Торсхавн, Фарерские острова          | Фарерские острова | 0:1  | 0:6       | Чемпионат мира 2018 квалификация |
| 3  | 10 октября 2016  | Торсволлур, Торсхавн, Фарерские острова          | Фарерские острова | 0:2  | 0:6       | Чемпионат мира 2018 квалификация |
| 4  | 10 октября 2016  | Торсволлур, Торсхавн, Фарерские острова          | Фарерские острова | 0:3  | 0:6       | Чемпионат мира 2018 квалификация |
| 5  | 25 марта 2017    | Эштадиу да Луш, Лиссабон, Португалия             | Венгрия           | 1:0  | 3:0       | Чемпионат мира 2018 квалификация |
| 6  | 3 июня 2017      | Антониу Коимбра, Эшторил, Португалия             | Кипр              | 4:0  | 4:0       | Товарищеский матч                |
| 7  | 9 июня 2017      | Сконто, Рига, Латвия                             | Латвия            | 3:0  | 3:0       | Чемпионат мира 2018 квалификация |
| 8  | 24 июня 2017     | Стадион Санкт-Петербург, Санкт-Петербург, Россия | Новая Зеландия    | 0:3  | 0:4       | Кубок конфедераций 2017          |
| 9  | 3 сентября 2017  | Гроупама Арена, Будапешт, Венгрия                | Венгрия           | 0:1  | 0:1       | Чемпионат мира 2018 квалификация |
| 10 | 7 октября 2017   | Эстади Насьональ, Андорра-ла-Велья, Андорра      | Андорра           | 0:2  | 0:2       | Чемпионат мира 2018 квалификация |
| 11 | 10 октября 2017  | Эштадиу да Луш, Лиссабон, Португалия             | Швейцария         | 2:0  | 2:0       | Чемпионат мира 2018 квалификация |
| 12 | 28 мая 2018      | Брага Мунисипал, Брага, Португалия               | Тунис             | 1:0  | 2:2       | Товарищеский матч                |
| 13 | 10 сентября 2018 | Эштадиу да Луш, Лиссабон, Португалия             | Италия            | 1:0  | 1:0       | Лига наций УЕФА 2018/2019        |
| 14 | 11 октября 2018  | Шлёнски, Хожув, Польша                           | Польша            | 1:1  | 2:3       | Лига наций УЕФА 2018/2019        |
| 15 | 5 сентября 2020  | Драгау, Порту, Португалия                        | Хорватия          | 4:1  | 4:1       | Лига наций УЕФА 2019/2020        |